# Observatoire de Xingming
L'Observatoire de Xingming (chinois : 星明天文台 ; pinyin : xīng míng tiān wén tái) est un observatoire astronomique amateur privé situé à Ürümqi, dans le Xinjiang, en République populaire de Chine. L'observatoire est fondé par l'astronome amateur Gao Xing en 2007. Le nom est choisi en partie pour commémorer Zhou Xingming, un pionnier de l'astronomie amateur en Chine.
En 2024, les découvertes faites par l'Observatoire Xingming comprennent 3 comètes, 15 astéroïdes, 90 supernovae, 63 novae, et 111 nova naines,.

## Programme de recherche
L'observatoire mène des recherches en astronomie temporelle et en observation du système solaire en collaboration avec des astronomes professionnels. Il héberge XOSS (Xingming Observatory Sky Survey), un observatoire amateur qui recherche des transitoires, des astéroïdes et des comètes. Les données d'observation de l'Observatoire de Xingming ont contribué à la publication de travaux de recherche en astronomie depuis 2011.

## Médiation scientifique
L'observatoire partage un certain nombre de télescopes avec le public dans le cadre du programme XPRO (Xingming Public Remote Observatory) . Il gère également le PSP (Popular Supernova Project), un projet de science citoyenne pour la recherche de supernovae, en collaboration avec les Observatoires astronomiques nationaux de l'Académie des sciences de Chine,.